# Maxence (chanteur)
Pour les articles homonymes, voir Maxence.
Maxence Lapérouse dit Maxence, né le 2 mars 1995 à Nîmes dans le Gard, est un auteur-compositeur-interprète et acteur français.
Après deux EPs sortis avec son premier groupe Fysh entre 2013 et 2015, puis un en collaboration avec VSO en 2017, il publie en 2019 son premier EP solo, intitulé @, puis en 2021 son premier album, Tout est trop beau. En parallèle, il se fait connaître par des reprises et des chansons originales humoristiques publiées sur YouTube sous le nom Maxenss. Il est également acteur dans plusieurs productions à la télévision ou au cinéma.

## Biographie
Maxence Lapérouse naît en 1995 à Nîmes. Il passe un baccalauréat littéraire au lycée Philippe-Lamour.

### Débuts sur YouTube
Maxence commence les vidéos sur YouTube en 2013, avec des chansons absurdes et des reprises. Il continue pendant plusieurs années avec des titres comme La Quéquette à Jacques Chirac ou La Chanson de la démonétisation. Cette dernière, composée uniquement d'insultes sur une musique mélancolique, est publiée en réponse à la suppression de la monétisation de certaines de ses vidéos. Elle culmine à treize millions de vues en 2019,.
Vers 2015, il rencontre Seb la Frite grâce à Sofyan Boudouni et tourne plusieurs de ses vidéos avec les deux vidéastes.
Le 30 novembre 2017, sur le plateau de l'émission de télévision La France a un incroyable talent, Maxence « massacre » le tube Hello de la chanteuse britannique Adele. Sa prestation est remarquée par les médias,.
En novembre 2017 il cosigne avec Squeezie le livre Tourne la page, édité chez Michel Lafon. Parallèlement, il participe à des vidéos de Squeezie (notamment sur le clip Placements de produits) et de Mcfly et Carlito.

### Carrière musicale
Avec plusieurs de ses camarades du lycée, Maxence Lapérouse fonde en 2012 un groupe de metal, du nom de Fysh. Il écrit les textes et les chante. Leur premier EP sort en novembre 2013. Il porte le nom du groupe. L'année suivante sort un deuxième album autoproduit, Imago.
Le jeune chanteur sort le clip de Hello Haters durant l'été 2017, un titre cosigné avec le trio de rappeurs nîmois VSO et enregistré l'année précédente. L'EP Southcoaster, signé VSO et Maxence chez Polydor, sort peu après,. Ensemble ils jouent aux Francofolies de La Rochelle au mois de juillet.
En 2019, il change de nom sur les réseaux sociaux sous le nom simple de Maxence. Selon lui, le pseudonyme "Maxenss" ne représente qu'un personnage ; celui qui est par exemple visible dans le titre @maxoulezozo et dans certaines vidéos YouTube en collaboration avec Squeezie[réf. souhaitée]. Il souhaitait alors décider de montrer son "vrai lui" en se proposant au public avec son vrai prénom.
Maxence débute en 2019 un projet d'EP solo plus tourné vers la pop que la chanson comique ainsi qu'une tournée dans l'Hexagone (avec notamment un passage au festival Les 3 Éléphants). Le premier single qui en est extrait, @maxoulezozo, sort le 11 janvier 2019. Il est suivi de Petit poisson et Comment dormir avec ta voix dans ma tête, tous trois clipés. Son premier EP @, composé de sept titres, sort le 19 juillet 2019. Une réédition physique dit @+, accompagnée de quatre titres inédits, sort le 11 octobre.
Maxence sort son premier album, Tout est trop beau, en 2021, avec comme premier extrait le single Parfum d'été. Sa sortie est précédée par une courte tournée,.
Le 15 novembre 2024, quasiment trois ans après la sortie de son premier album, Maxence publie son deuxième EP : Comme un enfant, composé de 7 titres.

## Filmographie
Sauf indication contraire, les informations mentionnées dans cette section peuvent être confirmées par les bases de données cinématographiques IMDb et Allociné,  présentes dans la section « Liens externes ».

### Télévision
- 2019 : Le Grand Bazar (série télévisée), épisodes 2, 5 et 6 : José
- 2022 : César Wagner (série télévisée), épisode 5 Un doigt de mystère et épisode 6 L'Œil du lynx : Thomas Letellier
- 2023 : Panda (série télévisée) : Stan

### Cinéma
- 2022 : Youssef Salem a du succès de Baya Kasmi : Boris dans le roman

## Publication
- Squeezie et Maxence Lapérouse, Tourne la page, Neuilly-sur-Seine, Éditions Michel Lafon, 16 novembre 2017, 96 p. (ISBN 978-2-7499-3465-5)